# Richmond Range (Canterbury)
Die Richmond Range ist ein Gebirgszug in der Region Canterbury auf der Südinsel von Neuseeland.

## Geographie
Die Richmond Range befindet sich östlich des Lake Tekapo, zwischen dem See und der nördlich, östlich und südlich den Gebirgszug umgebenden Two Thumb Range. Vier Gipfel des Gebirgszugs, der über eine Länge von 8 km eine Nord-Süd-Ausdehnung hat, weisen eine Höhe von über 2000 m auf, von denen der höchste Gipfel eine Höhe von 2163 m misst. Zahlreiche kleine Bäche vereinigen sich an der Westseite zu Streams und tragen ihre Wässer dem Lake Tekapo zu.
Am Fuße der Westseite des Gebirgszugs verläuft der Te Araroa Trail, der an der Mündung des Boundary Stream in den Lake Tekapo beginnt und nördlich über den Coal River und der Camp Stream Hut weiter nach Norden führt.
Administrativ zählt die Richmond Range zum Mackenzie District.

## Conservation Park
Der Gebirgszug der Richmond Range gehört zum Te Kahui Kaupeka Conservation Park, der vom Department of Conservation verwaltet wird.